# Лоялл (Кентуккі)
Лоялл (англ. Loyall) — місто (англ. city) в США, в окрузі Гарлан штату Кентуккі. Населення — 638 осіб (2020).

## Географія
Лоялл розташований за координатами 36°51′0″ пн. ш. 83°21′3″ зх. д. / 36.85000° пн. ш. 83.35083° зх. д. (36.850084, -83.350751).  За даними Бюро перепису населення США в 2010 році місто мало площу 3,68 км², з яких 3,46 км² — суходіл та 0,22 км² — водойми. В 2017 році площа становила 0,84 км², з яких 0,76 км² — суходіл та 0,08 км² — водойми.

## Демографія
Згідно з переписом 2010 року, у місті мешкала 1461 особа в 628 домогосподарствах у складі 419 родин. Густота населення становила 397 осіб/км².  Було 704 помешкання (191/км²).
Расовий склад населення:
| - 97,1 % — білих - 0,6 % — корінних американців - 0,6 % — чорних або афроамериканців - 0,5 % — азіатів |

До двох чи більше рас належало 1,0 %. Частка іспаномовних становила 0,8 % від усіх жителів.
За віковим діапазоном населення розподілялося таким чином: 22,4 % — особи молодші 18 років, 61,4 % — особи у віці 18—64 років, 16,2 % — особи у віці 65 років та старші. Медіана віку мешканця становила 43,1 року. На 100 осіб жіночої статі у місті припадало 87,5 чоловіків;  на 100 жінок у віці від 18 років та старших — 80,3 чоловіків також старших 18 років.
Середній дохід на одне домашнє господарство  становив 37 019 доларів США (медіана — 23 839), а середній дохід на одну сім'ю — 44 089 доларів (медіана — 27 880). За межею бідності перебувало 40,2 % осіб, у тому числі 74,6 % дітей у віці до 18 років та 8,6 % осіб у віці 65 років та старших.
Цивільне працевлаштоване населення становило 166 осіб. Основні галузі зайнятості: освіта, охорона здоров'я та соціальна допомога — 41,6 %, науковці, спеціалісти, менеджери — 9,6 %, роздрібна торгівля — 9,0 %.